# Uro
Pour plus de détails, voir Fiche technique et Distribution.
Uro est un thriller norvégien réalisé par Stefan Faldbakken sur le scénario de Harald Rosenløw Eeg et Stefan Faldbakken, avec Nicolai Cleve Broch, a été sélectionné à un Prix Un Certain Regard au Festival de Cannes en ce 26 mai 2006 et présenté au Festival de Cognac, 21 juin 2007.
Ce film n'a jamais été projeté dans les salles françaises, mais existe en DVD sorti le 9 janvier 2008.

## Synopsis
Pour entamer une nouvelle vie, l'ancien délinquant Hans Petter intègre une unité d'élite spéciale de police d'Oslo chargée des trafics de drogue et des crimes organisés nommée Uro : son devoir est d'infiltrer les milieux criminels et de démanteler les réseaux. Impatient de réussir, il tombe dans des solutions précipitées et risquées avec ses pulsions violentes toujours présentes. En chemin, il rencontre Mette, une amie d’enfance dont le père est un homme d'affaires potentiellement mafieux, qui a des relations douteuses avec un dealer, Marco : tout l'entraînera dans le piège mensongère[pas clair] en violant le règlement intérieur de la police et dépassant les limites de la loi.

## Fiche technique
- Réalisation : Stefan Faldbakken
- Scénario : Harald Rosenløw Eeg
- Musique : Ginge Anvik
- Décors : Jack Van Domburg
- Costume : Karen Fabritius Gram
- Photo : John Andreas Andersen
- Montage : Vidar Flataukan et Sophie Hesselberg
- Producteur : Christian Fredrik Martin et Asle Vatn
- Distribution :  Sandrew Metronome
- Budget : 1,8 million d'euros[2] environ
- Format : 2.35 : 1 - Cinemascope
- Langue : norvégienne

## Distribution
- Nicolai Cleve Broch : Hans Petter
- Ane Dahl Torp : Mette
- Ahmed Zeyan : Marco
- Ingar Helge Gimle : Makker
- Eivind Sander : Henning
- Kim Sørensen : Anders

## Commentaires
- Uro a obtenu plusieurs Prix :
  - Un Certain Regard[3] au festival de Cannes 2006.
  - Meilleur film[4] au Festival international du film policier de Liège.

- Après trois semaines de répétitions avec les acteurs, le tournage n'a duré que trente deux jours généralement en une seule prise, puis des plans plus rapprochés[2].